# Ctenophora (insecto)
Ctenophora es un género de dípteros tipúlidos. Son grandes (alrededor de 20 mm de largo y 25 mm de envergadura de alas), de color negro brillante con grandes marcas de color amarillo, naranja o rojo que les hace mimetizarse con avispas. Los machos tienen antenas plumosas. Hay  25 especies en 3 subgéneros.
Las larvas son detritívoras; viven en madera blanda. Habitan bosques caducifolios maduros, huertos y otros  hábitats con presencia de árboles muertos y caídos. Las especies de Ctenophora son importantes bioindicadores.
Ctenophora se distingue de los géneros relacionados (Dictenidia, Phoroctenia) por estas combinaciones de caracteres. Los segmentos del flagelo de los machos tienen dos pares de excrecencias, el par inferior más largo que el par superior. Las antenas de la hembra son claramente de 13 segmentos y, a menudo, serradas indistintamente. Los lados del mesotórax tienen largas cerdas. El octavo esternito de la hembra carece de protuberancias dentadas.
Son de distribución holártica.

## Especies
25 especies en 3 subgéneros
- Subgénero Cnemoncosis Enderlein, 1921
  - C. fastuosa Loew, 1871
  - C. festiva Meigen, 1804
  - C. ishiharai Alexander, 1953
  - C. magnifica Loew, 1869
  - C. nohirae Matsumura, 1916
  - C. ornata Meigen, 1818
  - C. septentrionalis (Alexander, 1921)
  - C. yezoana Matsumura, 1906
- Subgénero Ctenophora Meigen, 1803
  - C. amabilis Takahashi, 1960
  - C. apicata Osten Sacken, 1864
  - C. biguttata Matsumura, 1916
  - C. elegans Meigen, 1818
  - C. flaveolata (Fabricius, 1794)
  - C. guttata Meigen, 1818
  - C. nigriceps (Tjeder, 1949)
  - C. nikkoensis Takahashi, 1960
  - C. nubecula Osten Sacken, 1864
  - C. pectinicornis (Linnaeus, 1758)
  - C. perjocosa Alexander, 1940
  - C. pselliophoroides Alexander, 1938
  - C. tricolor Loew, 1869
- Subgénero Xiphuromorpha Savchenko, 1973
  - C. sibirica Portschinsky, 1873